# Imran Özkaya
Imran Özkaya (* 16. Juli 1999 in Ulm) ist ein deutscher Taekwondoin.

## Sportliche Laufbahn
Imran Özkaya ist ein aktiver Wettkämpfer in der olympischen Disziplin Kyourugi des Taekwondo und nimmt seit 2012 an internationalen Turnieren teil. 2019 gewann er mit einer Bronzemedaille bei den U21-Europameisterschaften in Helsingborg seine erste bedeutende Medaille bei einem internationalen Wettkampf.
2021 nahm Özkaya an den Europameisterschaften in Sofia teil, erreichte in der Klasse bis 68 kg jedoch keine Platzierung. 2022 gewann er bei den Europameisterschaften in Manchester eine der beiden Bronzemedaillen in der Klasse bis 63 kg.
Özkaya nahm 2022 und 2023 an den Weltmeisterschaften in Guadalajara und Baku sowie den Europaspielen in Krakau teil. Bei den Multi European Games 2023 in Sarajevo erreichte er den zweiten Platz in der Gewichtsklasse bis 63 kg, bei den Europameisterschaften in den olympischen Gewichtsklassen wurde er in Tallinn 2023 Europameister in der Klasse bis 68 kg.
Im März 2024 nahm er am europäischen Qualifikationsturnier für die Olympischen Sommerspiele in Paris teil. Dort unterlag er im Achtelfinale Zinedin Becovic aus Montenegro. Somit konnte er für die Gewichtsklasse bis 68 kg keinen Quotenplatz für die Olympischen Spiele qualifizieren, da für diesen der Einzug in das Finale nötig gewesen wäre.

## Werdegang
Özkaya ist Sportsoldat.